# Cyathophorella
Cyathophorella là một chi rêu trong họ Daltoniaceae.